# Seznam představitelů městské části Brno-Bohunice
Seznam představitelů městské části Brno-Bohunice

## Starostové do roku 1945
představitelé do r. 1936:
- 1867 - 1870, Ondřej Lax
- 1870 - 1885, Filip Šauer
- 1885 - 1893, Martin Černý
- 1893 - 1894, Viktor Šmíd
- 1894 - 1900, Martin Černý
- 1900 - 1901, Filip Tošnar
- 1901 - 1905, František Šauer
- 1905 - 1910, Jan Beránek[2]
- 1910 - 1914, František Soukup
- 1914 - 1915, František Jaroš
- 1915 - 1918, František Lax
- 1918 - 1919, František Soukup
- 1919 - 1920, Jan Šmíd
- 1920 - 1921, Jan Šmíd (podruhé)
- 1921 - 1922, Ondřej Kotas
- 1922 - 1929, Oldřich Sobola
- 1929 - 1936, Viktor Jaroš

## Starostové po roce 1989
| Ve funkci                 | Jméno                     | Strana  |
| 1990 - 1994               | ing. Miroslav Holý        | SZ      |
| 1994 - 1998               | ing. Miroslav Holý        | ODA     |
| 1998 - 2002               | Ivana Toufarová           | ODS     |
| 2002 - 30. 8. 2006        | Ivana Toufarová           | ODS     |
| listopad 2006 - 2010      | ing. Robert Kotzian Ph.D. | ODS     |
| 2010 – 12. listopadu 2014 | Miloš Vrážel              | ODS     |
| 12. listopadu 2014 - 2018 | Ing. Antonín Crha         | KDU-ČSL |
| 14. listopadu 2018 -      | Ing. Antonín Crha         | KDU-ČSL |